# Vidulis
Vìdulis (Vidulis in friulano standard, Vidules in friulano centro-orientale) è una frazione del comune di Dignano (provincia di Udine), situata presso la sponda sinistra del fiume Tagliamento.
Il toponimo ha sempre creato delle difficoltà interpretative. Alcuni studiosi avevano pensato alla parola "vitello", altri avevano invece avanzato l'ipotesi di un collegamento con "vite", "vigneto". Un documento pubblicato ha permesso di avanzare una nuova interpretazione del toponimo: si tratterebbe di una testimonianza sui diritti che avevano i mugnai nel tratto della sponda del Tagliamento compresa tra Ragogna e Vidulis, del 1562: "nui de Chiarpà et altri che hanno molini circumvicini havemo autorità dal pilastro de Ragogna perfin alla Vidula de Vidulis per condor aque et far roiali per li campi o pradi ..."